# Agapetes kingdonis
Agapetes kingdonis là một loài thực vật có hoa trong họ Thạch nam. Loài này được Airy Shaw mô tả khoa học đầu tiên năm 1958.